# Schindlerova pletárna
Schindlerova pletárna je česká společnost z Krásné Lípy, která působí v textilním průmyslu.

## Historie
Historie sahá už do roku 1854, kdy Stefan Schindler začal s výrobou punčoch. Jeho syn Adolf Schindler rozšířil výrobu v roce 1886 o mechanickou pletárnu. Vrcholem tohoto období bylo vybudování funkcionalistické budovy továrny podle plánů významného drážďanského architekta jménem Hans Richter. Podnik disponoval parním strojem s výkonem 40 HP (koňských sil) a elektromotorem s výkonem 30 HP, které poháněly 88 strojů. V této době se podnik rychle zvětšoval, přibývalo nových strojů a počty zaměstnanců se zvyšovaly.
V roce 1929 vlastnil podnik již 600 strojů, které poháněl parní stroj a elektromotor o výkonu 350 HP.
V roce 1937 se společnost přejmenovala na Kunert und Söhne. Po druhé světové válce začalo znárodňování podniků, které vyústilo ve změnu názvu na Elite (národní podnik).
Společnost se v tomto období zaměřovala na výrobu punčochového zboží.
V roce 1994, kdy docházelo k privatizaci státních podniků, byl závod č. 2 Elite zprivatizován společností NOVIA spol. s r. o., která pokračovala ve výrobě punčochového zboží a roku 2004 se rozšířila o sesterskou značku NOVIA FASHION s. r. o. a o výrobu specializující se na pletené svrchní ošacení.
V roce 2018 došlo s příchodem nových vlastníků ke spojení obou výrobních náplní (NOVIA – punčochy a NOVIA FASHION – pletené oblečení) a firma nadále pokračuje pod značkou NOVIA FASHION s. r. o.
V roce 2022 došlo ke změně názvu na Schindlerova pletárna.

### Počty zaměstnanců
| Rok               | 1911 | 1912 | 1915 | 1921 | 1926 | 1927 | 1928 | 1929 | 1934 | 1935 | 1937 |
| ----------------- | ---- | ---- | ---- | ---- | ---- | ---- | ---- | ---- | ---- | ---- | ---- |
| počet zaměstnanců | 250  | 300  | 500  | 600  | 600  | 800  | 900  | 1000 | 850  | 900  | 1000 |